# NGC 7064
NGC 7064 est une galaxie spirale barrée vue par la tranche, relativement rapprochée et située dans la constellation de l'Indien. Sa vitesse par rapport au fond diffus cosmologique est de 602 ± 12 km/s, ce qui correspond à une distance de Hubble de 8,88 ± 0,65 Mpc (∼29 millions d'al). NGC 7064 a été découverte par l'astronome britannique John Herschel en 1834.
La classe de luminosité de NGC 7064 est III et elle présente une large raie HI. Selon la base de données Simbad, NGC 7064 est une candidate au titre de galaxie active.
À ce jour, 13 mesures non basées sur le décalage vers le rouge (redshift) donnent une distance de 11,077 ± 0,98 Mpc (∼36,1 millions d'al), ce qui est légèrement à l'extérieur des valeurs de la distance de Hubble. Puisque cette galaxie est relativement rapprochée du Groupe local, cette distance est peut-être plus près de sa distance réelle que la distance de Hubble.